# Сальсетт
Сальсетт (порт. Salsete, маратхі सालशेत, гінді साल्सेट द्वीप) — острів в західній частині штату Махараштра на західному узбережжі Індії. На ньому лежать мегаполіс Мумбаї та міста Тхане і Міра-Бгаяндар, що робить його одним з найнаселеніших островів (15 111 974 осіб, 13-те місце у світі) та одним з найбільш густонаселених островів (24 414 осіб/км², 23 місце у світі). Населення стрімко збільшується і наближається до 20 мільйонів жителів, які проживають на площі всього близько 619 км².

## Розташування

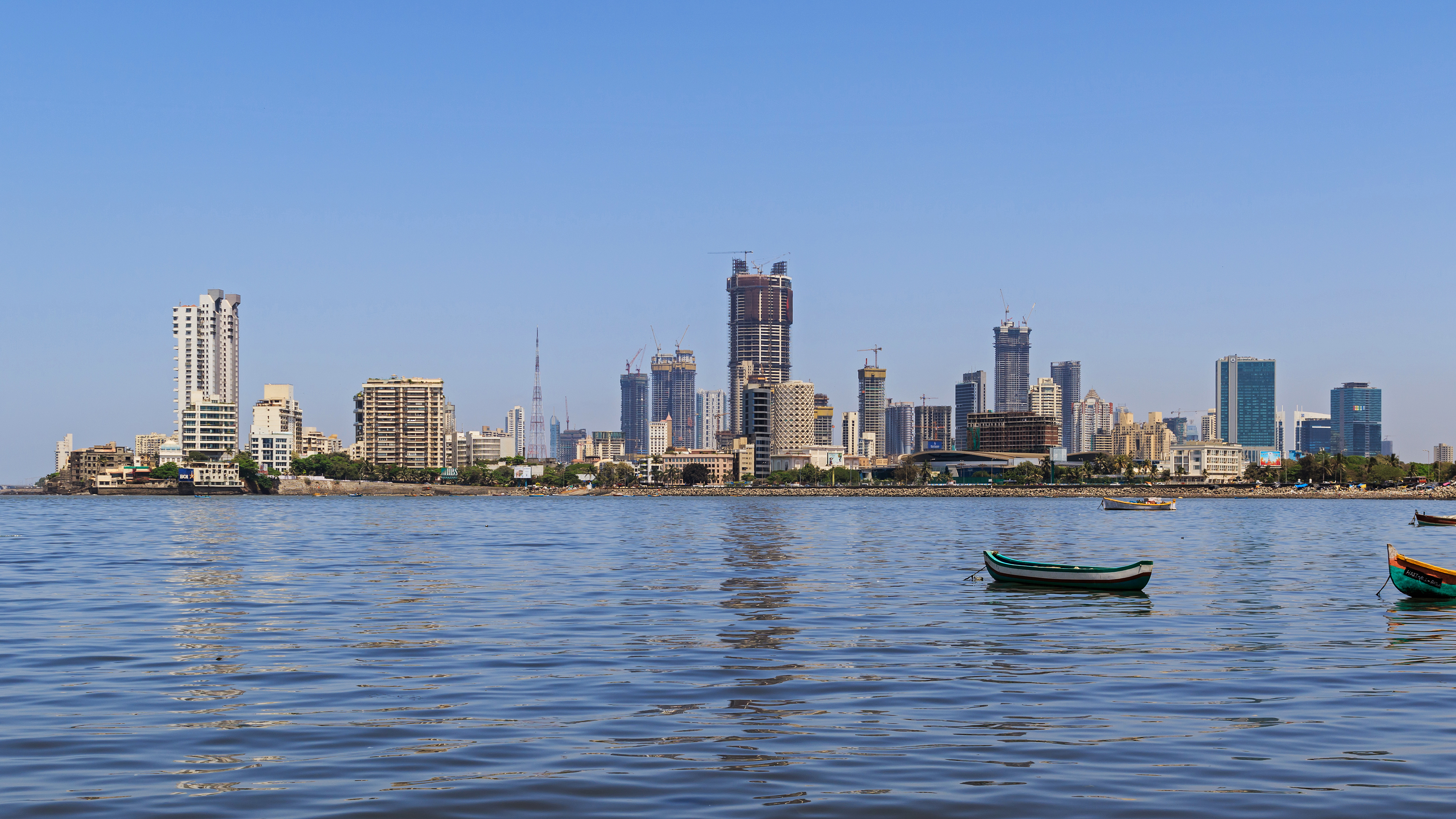
Набережна Мумбаї в затоці Хаджи Алі

На півночі Сальсетт обмежений затокою Васай (Васай-Крик), на північному сході — річкою Ульгас, на сході — затокою Тхане (Тхане-Крик) та гаванню Мумбаї, а на півдні та заході — Аравійським морем. Первісні сім островів Мумбаї, які були об'єднані в процесі меліорації в 19-му і на початку 20-го століть, щоб сформувати місто Мумбаї, зараз є практично висунутим на південь півостровом самого острова Сальсетт.
Острів Тромбей, що знаходився на південний схід від Сальсетта, сьогодні є частиною самого острова Сальсетт, оскільки значна частина проміжних боліт була рекультивована. Значну частину його займає східне передмістя Мумбаї. Він також містить «Національний парк Бориваль», також відомий як «Національний парк Санджай Ганді». Місто Тхане знаходиться в північно-східній частині острова, на узбережжі затоки Тхане, тоді як його передмістя Міра-Бгаяндар лежить у північно-західній частині. У політичному відношенні район Мумбаї охоплює півострів на південь від Махим і Сіон, тоді як більшість колишніх островів складають Приміський район Мумбаї. Північна частина знаходиться в межах району Тхане, який простягається через затоки Васай і Тхане на материк.

## Історія
Слово Sasashti (також скорочене до Sashti — Сашті) — на маратхі, означає «шістдесят шість», маючи на увазі колишні «шістдесят шість сіл» острова. У них мешкали (Aagri, Kunbi) фермери, хлібороби, (Bhandaris) винороби, (Sutar, Malis) ремісниками, і (Kolis) рибалки, які ведуть своє навернення у християнство з 55 року н. е. з приходом учня Христа, св. Варфоломія на півночі Конкан, захід Махараштри. Вони були переведені в римо-католицизм чотирма релігійними орденами — домініканцями, францисканцями, августинянами та єзуїтами, які прибули в 15 столітті разом з португальцями. Цими оригінальними вихідцями із Сальсетта є східноіндійські католики та коліси.
На острові можна знайти 109 буддійських печер, у тому числі в печерах Канхері, які датуються кінцем II століття. Сальсетт управлявся спадкоємцями індуїстських королівств, останнім з яких були імперія Сільхарас, а пізніше Маратха. У 1343 році острови були анексовані мусульманським султанатом Гуджарат. У 1534 році португальці відібрали острови у Бахадура-шаха, султана  Гуджарата. Сашті (Sashti) став частиною північної провінції португальської Індії, якою управляли з Васаї на північному березі Васай-Крик. Він був переданий в оренду Діогу Родрігішу з 25 жовтня 1535 по 1548 рік. У 1554 році острови були передані Гарсії де Орта, відомому лікарю і ботаніку, автору «Розмов про прості, наркотики та матерії Медіки в Індії», основній праці з індійської та східної медицини того часу.

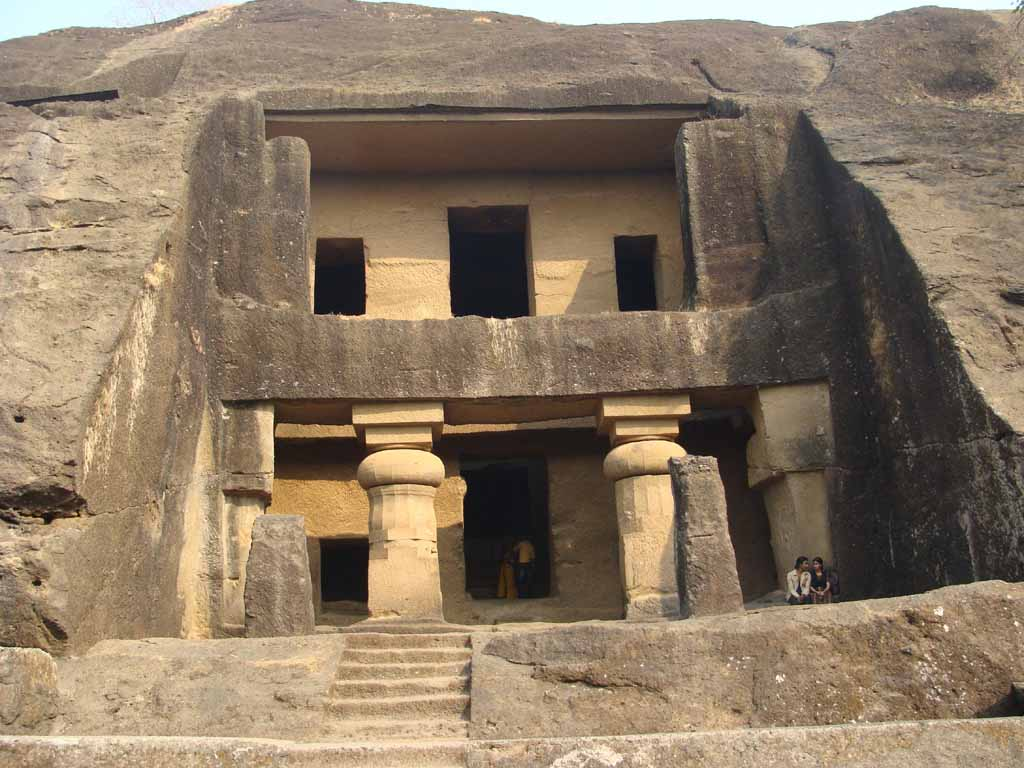
Буддійський печерний храм

На острові Мазаґаон єзуїти створили свою базу, і вимагали в короля землю. Португальський король відмовився задовольнити їхні вимоги і в 1572 році назавжди віддав острів в оренду родині де Соуза е Ліма. Португальці також привезли із собою африканських рабів, відомих як «каффіри», які незабаром увійшли до місцевої етнічної групи. Португальці створили Гоа, який лежав на південь від островів, як свою штаб-квартиру в Індії. Тоді Гоа був відомий як «Східний Лісабон» і був столицею португальського віце-королівства Індії. Через своє положення острови ніколи не були важливими для португальців. На острові Сашті (Сальсетт) португальцями було побудовано дев'ять римо-католицьких церков: «Нірмал» (1557), «Носса Сеньора дос Ремедіос» (1557), «Шандор» (1566), «Агасі» (1568), «Нандакал» (1573), «Папді» (1574), «Пале» (1595), «Маніскпур» (1606) та «Богоматір Милосердя» (1606). Церква Св. Андрія та Базиліка Маунт-Марії в Бандрі, Хрест на Крос-Майдані, Церква Глорії (1632) у Мазаґаоні та залишки церкви в Санта-Крус — єдині культові споруди, що збереглися до наших днів.
У 1661 році сім островів Мумбаї були передані Великій Британії як частина приданого Катерини Браганської королю Англії Карлу II, тоді як Сальсетт залишався в руках португальців. Король Чарльз, у свою чергу, орендував острови Мумбаї у британської Ост-Індської компанії в 1668 році за 10 фунтів стерлінгів на рік. Компанія визнала глибоку гавань в Мумбаї надзвичайно підходящою для кораблів, і населення зросло з 10 000 в 1661 до 60 000 до 1675 року. У 1687 році Ост-Індська компанія перенесла туди свою штаб-квартиру з Сурата. У 1737 році острів був захоплений Маратхами, а більша частина португальської північної провінції була передана Маратхам у 1739 році.
Англійці окупували Сальсетт в 1774 році і він офіційно був передана Ост-Індській компанії за Салбайським договором 1782 року. У 1782 році Вільям Хорнбі, тодішній губернатор Бомбейського президентства, ініціював проєкт з'єднання островів Бомбея. До 1845 року сім південних островів були з'єднані в Південний Мумбаї площею 435 км². Залізничні віадуки та канали були побудовані в 19 столітті для з'єднання островів Бомбей із материком через Сальсетт. Канали, що відокремлювали Мумбаї від Сальсетта і Тромбея, були перекриті дамбою Сіона в 1803 році, що значно збільшило доступність до цих районів. Махим і Бандра були з'єднані проїздом Махима в 1845 році. Ці залізничні лінії та дороги спонукали заможніших купців будувати вілли на острові Сальсетт. До 1901 року чисельність населення Сальсетта зросла до 146 993, і цей регіон почали називати Великим Мумбаї.

## Географія
На Сальсетті переважає центральна маса пагорбів, оточених припливними мілинами. На його західному фланзі лежав ряд набагато менших островів. Сюди входили Бандра, Джуху (стара лінійна піщана коса, що височіє над рівнем моря всього на метр або два), Версова, Марве, острів Дараві (Ґорай) та Рай-Мурдхе — все з центром у формі пагорба та облямованими хвилерізними платформами і піщаними пляжами. Ці острови, схоже, залишались окремими до 1808 року. На момент виходу старої газети «Тана» в 1882 році до цих островів можна було дістатися під час відпливу, пройшовшись між припливними бухти між ними, за винятком острова Дхараві в сучасному Гораї (не плутати з нетрями біля Махима), до якого треба було дістатися на човні. Після 1882 року ці острови більше не були ізольованими, їх приєднали до Сальсетта шляхом рекультивації. Найвища точка — конічна вершина Кангері (467 метрів) у національному парку «Бориваль» («Санджай Ганді»), на півночі острова. Цей національний парк є найбільшим у світі в межах міста.

### Геологія
Острів знаходиться в місці сходження ряду ліній розломів. Це робить землетрус, в цих місцях, небезпечним вже біля 6 балів. Острів здебільшого складається з чорної базальтової породи. Оскільки він розташований уздовж морського узбережжя, на його західному узбережжі є піщаний пояс. Південний регіон Старого Мумбаї здебільшого знаходиться на рівні моря. Однак ділянки, які раніше були мілководдям, знаходяться нижче рівня моря. Багато частин міста горбисті.

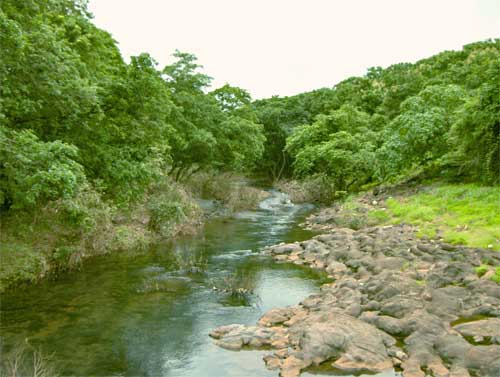
Річка в «Національному парку Бориваль»

В одному місці на острові Мумбаї є латеритний ґрунт і скелі.

### Природні утворення

#### Озера
На острові є три великі озера: Повай, Тулсі та Віхар. Останні два забезпечують частину потреб Мумбаї у воді. Присутні численні інші дрібніші ставки та озера.

#### Річки
Річки Мітхі (Махим), Пойсар, Ошивара та Дагісар беруть свій початок у національному парку і впадають в Аравійське море. Річка Мітхі бере свій початок з озера Повай і впадає в затоку Махим-Крик. Затоки Васай і Тхане є лиманними рукавами річки Ульгас.

#### Затоки

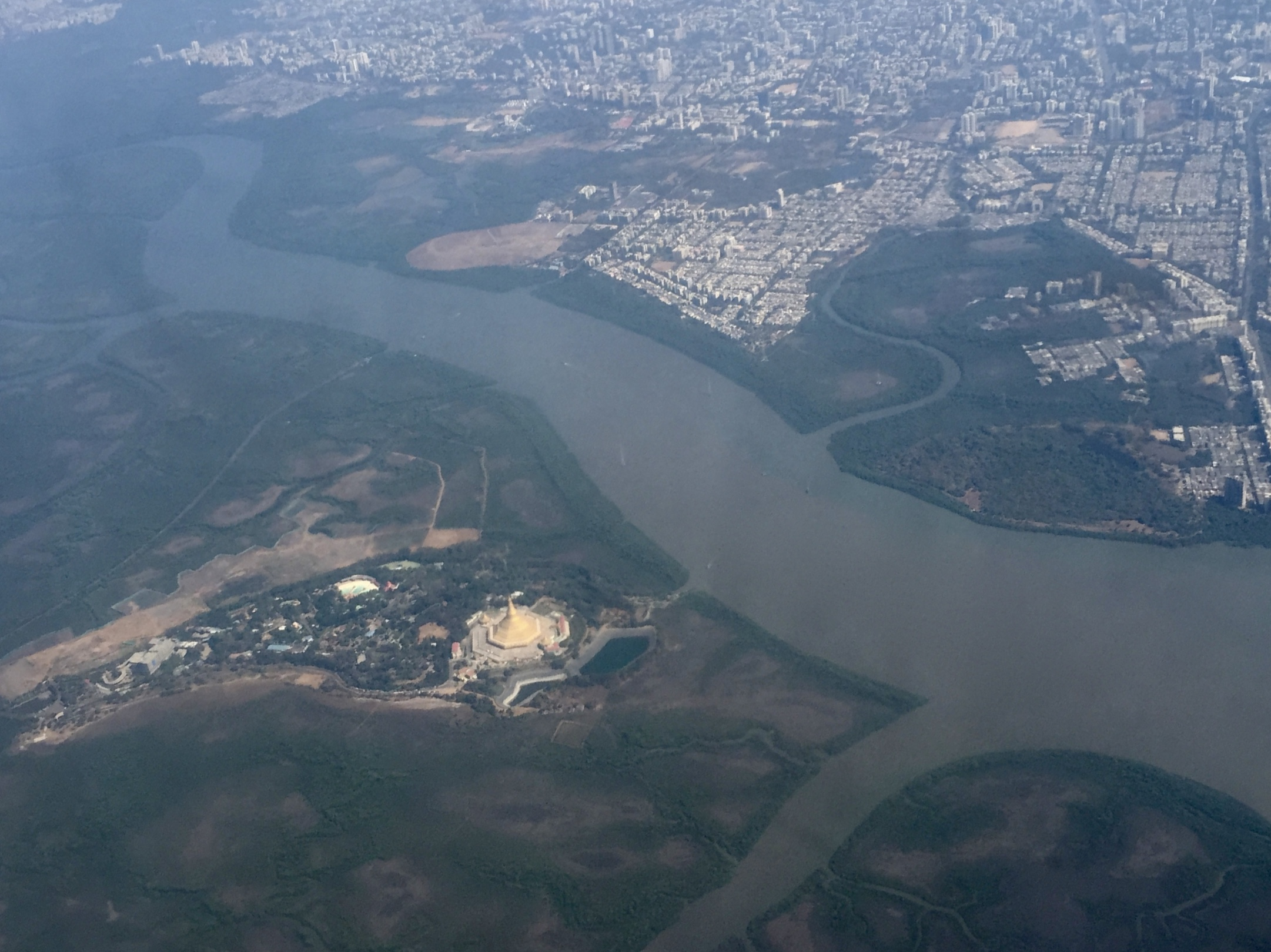
Затока Ґорай

Кілька солоних або солонуватих заток тягнуться углиб суші від берегової лінії. Одна з найпівденніших — затока Марин Драйв. Далі на північ західним узбережжям — затока Хаджи Алі. Далі затока Махим-Крик, відокремлює місто від південно- західного передмістя Бандра. Далі на північ на західному узбережжі річка Ошивара впадає в затоку Малад (або Марве), а річка Дагісар — в затоку Ґорай. На східному узбережжі є також безліч невеликих заток і бухт.

#### Водно-болотні угіддя
Невелика південна частина східної набережної острова Сальсетт утворює гавань Мумбаї.
На північ від цього регіону лежить величезна кількість захищених водно-болотних угідь у місцевості Севрі, де мешкають перелітні птахи. У північній та північно-західній частині острова та на ділянках річки Махим знаходяться захищені урядом болота. Ці болотисті регіони утворюють масивні, густі мангрові ліси.

#### Пляжі
На західному узбережжі острова Сальсетт є численні пляжі. Найвідоміший з них — Ґірґаум-Чоупатті. Іншими відомими пляжами на півострові міста Мумбаї є Дадар та Махим. Пляжі Джугу, Версова, Акса, Еранґал, Манорі, Ґорай та Уттан тягнуться на північ на західному узбережжі острова.